# Superinteligência
Superinteligência é a denominação dada a um intelecto muito superior aos melhores cérebros humanos atuais em praticamente todas as áreas, incluindo criatividade científica, sabedoria geral e habilidade social.